# روابط جنسی نوجوانان در ایالات متحده آمریکا
روابط جنسی نوجوانان در آمریکا ارتباط بین روابط جنسی نوجوانان آمریکایی و جایگاه آن در جامعه آمریکا می‌باشد که شامل رفتارها و احساسات نوجوانان آمریکایی و واکنش دولت، مربیان و گروه‌های مرتبط به نوجوانان در این رابطه است.
بنابر آمار مرکز کنترل و پیشگیری بیماری‌ها در آمریکا در سال ۲۰۰۷، ۴۱٪ دانش آموزان آمریکایی روابط جنسی رایج و فعالی داشتند و ۳۹٪ آن‌ها حداقل یک بار روابط جنسی داشتند. این مقدار نسبت به دهه ۱۹۹۰، ۵۰٪ افزایش یافته‌است. اگرچه برخی از پژوهشگران اعلام کرده‌اند که سکس دهانی در بین نوجوانان افزایش پیدا کرده‌است.
آکادمی طب کودکان در آمریکا، رفتارهای جنسی نوجوانان آمریکا را مشکل اصلی سلامت عمومی در آمریکا شناخته‌است. تخمین زده می‌شود از هر چهار رابطه جنسی بین نوجوان آمریکایی یکی از آن‌ها منجر به بیماری مقاربتی می‌شود. همچنین میزان بارداری نوجوانان در آمریکا دو تا چهار برابر کشورهای پیشرفته مشابه می‌باشد. بحث‌ها و مناقشات فراوانی برای علت میزان بالای بارداری و رفتارهای جنسی نوجوانان آمریکایی وجود دارد. برخی از تحقیقات نشان می‌دهد که رسانه‌ها نقش مهمی را در این بین ایفا می‌کنند به‌طوری‌که این تحقیقات نشان می‌دهد که ارتباط مستقیمی بین تماشای رفتارهای جنسی توسط نوجوانان و میزان فعالیت‌های جنسی آن‌ها است.
به علت آماده نبودن نوجوانان از لحاظ احساسی و نداشتن آگاهی لازم در مورد رفتارهای جنسی، اضطراب احساسی یکی از نتایج رفتارهای جنسی نوجوانان شده‌است. به‌طوری‌که تحقیقات ارتباط بین رابطه جنسی در مرحلهٔ نوجوانی و استرس اضطراب در سنین بالاتر به‌خصوص در بین نوجوانان دختر را نشان می‌دهد.
حدود ۸۳٪ دختران و ۹۱٪ پسرانی که درسنین ۱۵ تا ۱۹ سال روابط جنسی داشته‌اند اعلام کرده‌اند که حداقل یک بار از روش‌های پیشگیری از بارداری در روابط جنسی خود استفاده کرده‌اند. بیشتر نوجوانان در آمریکا از اطلاعاتی آموزشی جنسی در مدارس و مراکز آموزشی بهره‌مند می‌باشند. اگرچه فشارهایی توسط جامعه محافظه‌کاران آمریکا بر دولت آمریکا برای محدود کردن آموزش روابط جنسی در مدارس وجود دارد.
طبق مطالعات و تحقیقات انجام شده، نوجوانانی که دانش‌آموزان بهتری هستند، نسبت به دانش‌آموزان ضعیف‌تر، فعالیت جنسی خود را دیرتر آغاز می‌کنند.